# 재무상태표

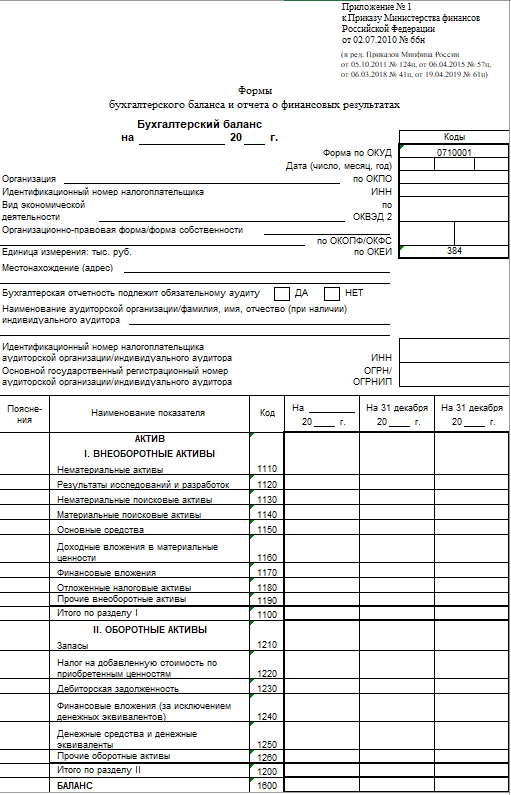

재무상태표(財務狀態表, 영어: statement of financial position) 또는 대차대조표(貸借對照表, 영어: balance sheet: B/S)는 재무제표로서 특정 시점의 기업이 소유하고 있는 경제적 자원(자산), 그 경제적 자원에 대한 의무(부채) 및 소유주 지분(자본)의 잔액을 보고한다. 재무상태표는 기업의 재무구조, 유동성과 지급능력, 영업환경변화에 대한 적응능력을 평가하는 데 필요한 정보를 제공한다. 그러나 자산에 대한 측정기준을 선택하여 적용할 수 있고(예: 유형자산에 대한 원가모형 또는 재평가모형의 선택적용), 가치가 있는 내부창출 무형자산을 비용으로 인식하며(예: 내부창출 브랜드 등은 즉시 비용 인식), 재무상태표에 인식되지 않은 부외 항목이 발생할 수 있는 한계점이 있다. 따라서 기업의 재무상태를 평가할 때 주석으로 공시한 사항도 함께 분석해야 한다.
일반적으로 재무상태표에 표시되는 재무정보들의 기준일인 재무상태표일은 기업의 결산일이며, 때에 따라 반기 또는 분기별로 작성되기도 한다. 재무상태표를 통해서 제공되는 정보는 기업의 재무상태표일 현재의 자산과 부채, 자본의 총계와 그 과목별 내역을 확인할 수 있다.
재무상태표는 일반적으로 복식부기에 의해 작성된 회계정보를 통합하여 만들어지기 때문에 차변의 자산총액과 대변의 부채와 자본총액이 일치하게 된다. (즉, 자산 = 부채 + 자본) 이러한 원리를 대차 평균의 원리라고 한다.

## 재무상태표에 표시되는 정보
아래의 항목은 기준서에서 정한 최소한 재무상태표에 표시되어야 할, 해당하는 금액을 나타내는 항목이므로 기업의 재량에 따라 더 많은 항목이 재무상태표에 표시될 수 있다.
```
"재무상태표에는 다음에 해당하는 금액을 나타내는 항목을 표시한다.
⑴유형자산
⑵투자부동산
⑶무형자산
⑷금융자산(단, ⑸, ⑻ 및 ⑼는 제외)
⑸지분법에 따라 회계처리하는 투자자산
⑹기업회계기준서 제1041호 ‘농림어업’의 적용범위에 포함되는 생물자산
⑺재고자산
⑻매출채권 및 기타 채권
⑼현금및현금성자산
⑽기업회계기준서 제1105호 ‘매각예정비유동자산과 중단영업’에 따라 매각예정으로 분류된 자산과 매각예정으로 분류된 처분자산집단에 포함된 자산의 총계
⑾매입채무 및 기타 채무
⑿충당부채
⒀금융부채(단, ⑾과 ⑿는 제외)
⒁기업회계기준서 제1012호 ‘법인세’에서 정의된 당기 법인세와 관련한 부채와 자산
⒂기업회계기준서 제1012호에서 정의된 이연법인세부채 및 이연법인세자산
⒃기업회계기준서 제1105호에 따라 매각예정으로 분류된 처분자산집단에 포함된 부채
⒄자본에 표시된 비지배지분
⒅지배기업의 소유주에게 귀속되는 납입자본과 적립금"(54)
[
3
]
```

### 자산(assets)
자산은 1년 또는 정상영업활동 주기 내에 현금화될 수 있는 자산을 유동자산(current assets)으로 그 이외의 자산을 비유동자산(noncurrent assets)으로 나눈다. 유동과 비유동으로 구분하여 재무상태표에 표시하는 이유는 기업의 단기자금 운용능력을 분석하기 쉽도록 하기 위함이다.
유동자산으로 분류되기 위한 자산의 기준:
```
"자산은 다음의 경우에 유동자산으로 분류한다.
⑴기업의 정상영업주기 내에 실현될 것으로 예상하거나, 정상영업주기 내에 판매하거나 소비할 의도가 있다.
⑵주로 단기매매 목적으로 보유하고 있다.
⑶보고기간 후 12개월 이내에 실현될 것으로 예상한다.
⑷현금이나 현금성자산(기업회계기준서 제1007호의 정의 참조)으로서, 교환이나 부채 상환 목적으로의 사용에 대한 제한 기간이 보고기간 후 12개월 이상이 아니다.
그 밖의 모든 자산은 비유동자산으로 분류한다."(66)
[
3
]
```

자산의 분류:
```
" 자산은 유동자산과 비유동자산으로 구분한다. 유동자산은 당좌자산과 재고자산으로 구분하고, 비유동자산은 투자자산, 유형자산, 무형자산, 기타비유동자산으로 구분한다."(2.18)
[
5
]
```

#### 유동자산의 분류
1. 당좌자산: 가장 빨리 현금화할 수 있는 자산
당좌자산의 분류 항목:
```
"당좌자산 내에 별도 표시하는 항목의 예는 다음과 같다.
⑴ 현금및현금성자산
⑵ 단기투자자산
⑶ 매출채권
⑷ 선급비용
⑸ 이연법인세자산
⑹ 기타"(실2.25)
[
5
]
```

2. 재고자산: 차기 제조에 투입되거나 판매될 재화 (상품, 제품, 재공품, 원재료, 금융상품)
재고자산의 분류 항목:
```
"재고자산 내에 별도 표시하는 항목의 예는 다음과 같다.
⑴ 상품
⑵ 제품
⑶ 반제품
⑷ 재공품
⑸ 원재료
⑹ 저장품
⑺ 기타"(실2.28)
[
5
]
```

#### 비유동자산의 분류
1. 투자자산: 투자이윤이나 타기업을 지배하는 목적으로 소유하는 자산 (매도가능금융자산, 만기보유금융자산, 관계기업투자주식, 투자부동산, 장기투자증권, 지분법적용 투자주식)
2. 유형자산: 장기간 영업활동에 사용하는 자산으로 물리적 형태가 있는 자산 (토지, 건물, 기계장치, 비품)
3. 무형자산: 회사의 수익 창출에 기여하거나 형체가 없는 자산 (영업권, 산업 재산권, 개발비, 특허권, 저작권)
4. 기타비유동자산 (이연법인세자산, 임차보증금, 장기매출채권, 당좌개설보증금)

### 부채(Liability)
1. 매입채무
2. 단기차입금
3. 장기차입금

### 자본(Equity)
1. 자본금
2. 자본잉여금
3. 자본조정
4. 이익잉여금

## 작성 원칙
- 유동성이 큰 항목, 즉 현금화되기 쉬운 항목부터 먼저 배열한다.
- 자산과 부채는 일반적으로 1년을 기준으로 유동/비유동으로 분류한다. (단 정상영업주기가 1년을 초과할 경우에는 예외적으로 당해 정상영업주기를 기준으로 분류할 수 있다.)
- 자산과 부채는 상계하여 표시하지 않는다.

## 기입 예시
대차대조표에는 차변에 자산을, 대변에 부채와 자본을 기입한다. 여기서 자산은 자금의 운용 방식을 말하는 것이고, 이 자산을 조달 방식에 따라 나눈 것이 부채와 자본이다.
예를 들자면,
1. 현금 1,000만원으로 영업 개시.
2. 업무용 컴퓨터를 100만원에 현금으로 구입.
3. 상품 100만원을 외상으로 매입.

이를 분개하면 다음과 같다.
1. (차) 현금 10,000,000 / (대) 자본금 10,000,000
2. (차) 비품 1,000,000 / (대) 현금 1,000,000
3. (차) 상품 1,000,000 / (대) 외상매입금 1,000,000

이를 재무상태표로 옮겨 보면 다음과 같이 된다.
| 차변                | 차변       | 대변      | 대변       |
| ------------------- | ---------- | --------- | ---------- |
| 현금 및 현금성자산a | 9,000,000  | 매입채무b | 1,000,000  |
| 상품                | 1,000,000  | 자본금    | 10,000,000 |
| 비품                | 1,000,000  |           |            |
|                     | 11,000,000 |           | 11,000,000 |

- a 현금 및 현금성자산은 현금과 당좌예금과 보통예금 등을 포함하는 말이다.
- b 매입채무는 외상매입금과 지급어음을 포함하는 말이다.

여기서 차변의 1,100만원은 자산의 형태(현금, 상품, 비품)를 나타낸 것이고, 대변의 1,100만원은 자산 중 부채(외상매입금)는 얼마이고 자본은 얼마인지를 나타낸 것이다.

## 같이 보기
- 재무제표
  - 손익계산서
  - 현금흐름표
    - 자산
      - 부채